# Alpha Walid Diallo
Pour les articles homonymes, voir Diallo.
Alpha Walid Diallo, né le 12 juin 1927 à Rufisque et décédé le 11 juillet 2000, est un peintre figuratif sénégalais qui fit partie de la première génération du mouvement de renouveau artistique né au Sénégal à l'aube de l'indépendance et connu sous le nom d'« École de Dakar ».
Il est l'auteur d'une série de compositions historiques, mettant en scène des batailles ou de grandes figures de l'histoire du Sénégal. Il illustra également Lat Dior en couleurs, un ouvrage destiné à la jeunesse, d'après la biographie établie par Thierno Bâ dans Le chemin de l'honneur.

## Sélection d'œuvres
- Les pionniers de l'indépendance, 1979
- La bataille de Daraay Kadd, 1986
- Revue d'effectifs pour la grande bataille de Samba Sadio, 2000